# 보디발의 아내
보디발의 아내는 히브리어 성경과 쿠란에 등장하는 인물이다. 그녀는 야곱과 그의 열두 아들 시대에 파라오의 경호대장인 보디발의 아내였다. 창세기에 따르면, 요셉이 성적 접근을 거부하자 그녀는 요셉을 강간 미수 혐의로 거짓 고발하여 감옥에 갇혔다.
창세기에는 이름이 나오지 않지만, 후기 중세 유대인 자료와 이슬람 전통에서는 그녀를 줄레이카(Zuleikha, /zuːˈleˈkɑː/ Zoo-LAY-kah; 히브리어: זוליכו; 아랍어: зُلَيْاَا, 로마자 표기: zulayḵā)로 식별한다. 유수프와 줄라이카의 이야기는 이슬람 문학에서 인기 있는 이야기이다.